# بو گولدمن
بو گولدمن (انگلیسی: Bo Goldman؛ زادهٔ ۱۰ سپتامبر ۱۹۳۲ - درگذشتهٔ ٢۵ ژوئیهٔ ٢٠٢٣) فیلم‌نامه‌نویس، و نمایش‌نامه‌نویس اهل ایالات متحده آمریکا بود. معروف‌ترین فیلمنامهٔ او دیوانه از قفس پرید بود. 

## فیلمشناسی
- قضیه پاراداین (۱۹۶۲)
- دیوانه از قفس پرید (۱۹۷۵)
- رز (فیلم ۱۹۷۹) (۱۹۷۹)
- ملوین و هاوارد (۱۹۸۰)
- رگتایم (فیلم) (۱۹۸۱)
- دیک تریسی (فیلم ۱۹۹۰) (۱۹۹۰)
- بوی خوش زن (فیلم ۱۹۹۲) (۱۹۹۲)
- تالار شهر (فیلم ۱۹۹۶) (۱۹۹۶)
- با جو بلک آشنا شوید (۱۹۹۸)
- کاملاً طوفانی (فیلم) (۲۰۰۰)
- قوانین صدق نمی‌کنند (۲۰۱۶)

## جوایز
وی همچنین برنده جوایزی همچون جایزه اسکار بهترین فیلم‌نامه غیراقتباسی شده است.